# Columnea moorei
Columnea moorei är en tvåhjärtbladig växtart som beskrevs av Conrad Vernon Morton. Columnea moorei ingår i släktet Columnea och familjen Gesneriaceae. Inga underarter finns listade i Catalogue of Life.